# حجوج كوكا
حجوج كوكا، هو مؤسس نادي اللاجئين ومدير "أنغام أنتونوف". وُلِد كوكا في السودان من جماعة المحاس العرقية، لكنه انتقل مع عائلته إلى أبو ظبي.
في عام 2020، تم قبوله كعضو في أكاديمية فنون وعلوم الصور المتحركة .

## التعليم
درس كوكا الهندسة الكهربائية في الجامعة الأمريكية في بيروت، ودرس والتصميم الرقمي في جامعة ولاية سان خوسيه في كاليفورنيا بالولايات المتحدة الأمريكية، ثم بدأ في أخذ مجموعة متنوعة من دروس الفن التي أدت تدريجياً إلى اهتمامه بصناعة الأفلام.

## حياته المهنية
عاد كوكا إلى النوبة حوالي عام 2012 وبدأ العمل في مشاريع وثائقية. وفي عام 2014، فاز فيلمه الوثائقي أنغام أنونوف عن الحرب والموسيقى والهوية بجائزة اختيار الجمهور في مهرجان تورنتو السينمائي الدولي لعام 2014. عمل كوكا على هذا الفيلم الوثائقي لمدة عامين بهدف سرد قصة تستحق المشاركة مع العالم. من خلال جهوده تم إدراج كوكا في مجلة فورين بوليسي كأحد المفكرين العالميين الرائدين لعام 2014 في فئة المؤرخين. كما شارك في تأسيس مجموعة فنانين سودانيين تسمى نادي اللاجئين تضم في عضويتها الفنانة السودانية الأمريكية السارة.
في عام 2018، أخرج كوكا أول فيلم روائي طويل له " كاشا"، والذي عُرض لأول مرة في مهرجان البندقية السينمائي في أغسطس 2018.
كوكا أيضا مراسل حربي في جبال النوبة بالسودان.

## النشاط السياسي
كوكا عضو نشط في قريفنا، وهي حركة مقاومة سلمية في السودان. يعمل كوكا مع ناشطين مختلفين في السودان وفي الشتات من أجل تغيير الأوضاع في البلاد. ورغم موقف اللاعنف الذي يتبناه فإن الحكومة السودانية تلاحق وتعذب وتسجن النشطاء السودانيين متى شاءت، وكوكا الذي اعتقل هو نفسه، يحتج من أجل إطلاق سراحهم.
في سبتمبر 2020 كان كوكا واحدًا من عدة فنانين تم اعتقالهم بعد أن هاجم متشددون دينيون بروفة مسرحية كان يشارك فيها. دعا العديد من شخصيات صناعة السينما بما فيهم المنتج ستيفن ماركوفيتز والمدير الفني لمهرجان تورنتو السينمائي الدولي كاميرون بيلي الحكومة السودانية إلى الإفراج الفوري عن كوكا والفنانين الآخرين.